# Weidenkapelle (Altendettelsau)
Die Weidenkapelle ist eine Kapelle der evangelisch-lutherischen Kirchengemeinde St. Peter (Petersaurach) im Dekanat Windsbach. Sie wurde 2012 aus Weidenzweigen an der Kreisstraße AN 19 zwischen Altendettelsau und Petersaurach errichtet. In unmittelbarer Nähe befand sich eine Marienkapelle, die um 1350 errichtet wurde. In dieser wurden viermal im Jahr Messen gelesen für die armen Seelen der Verstorbenen aus den umliegenden Ortschaften. Nach der Reformation scheint die Kapelle langsam verfallen zu sein. Der Grundriss der Kapelle konnte noch anhand der Bodenbeschaffenheit rekonstruiert werden und wird heute durch Buchsbepflanzung verdeutlicht.
Die Weidenkapelle wird heute von einem ökumenischen Arbeitskreis betreut. Auf Anfrage werden hier Taufen, Trauungen und Andachten angeboten.

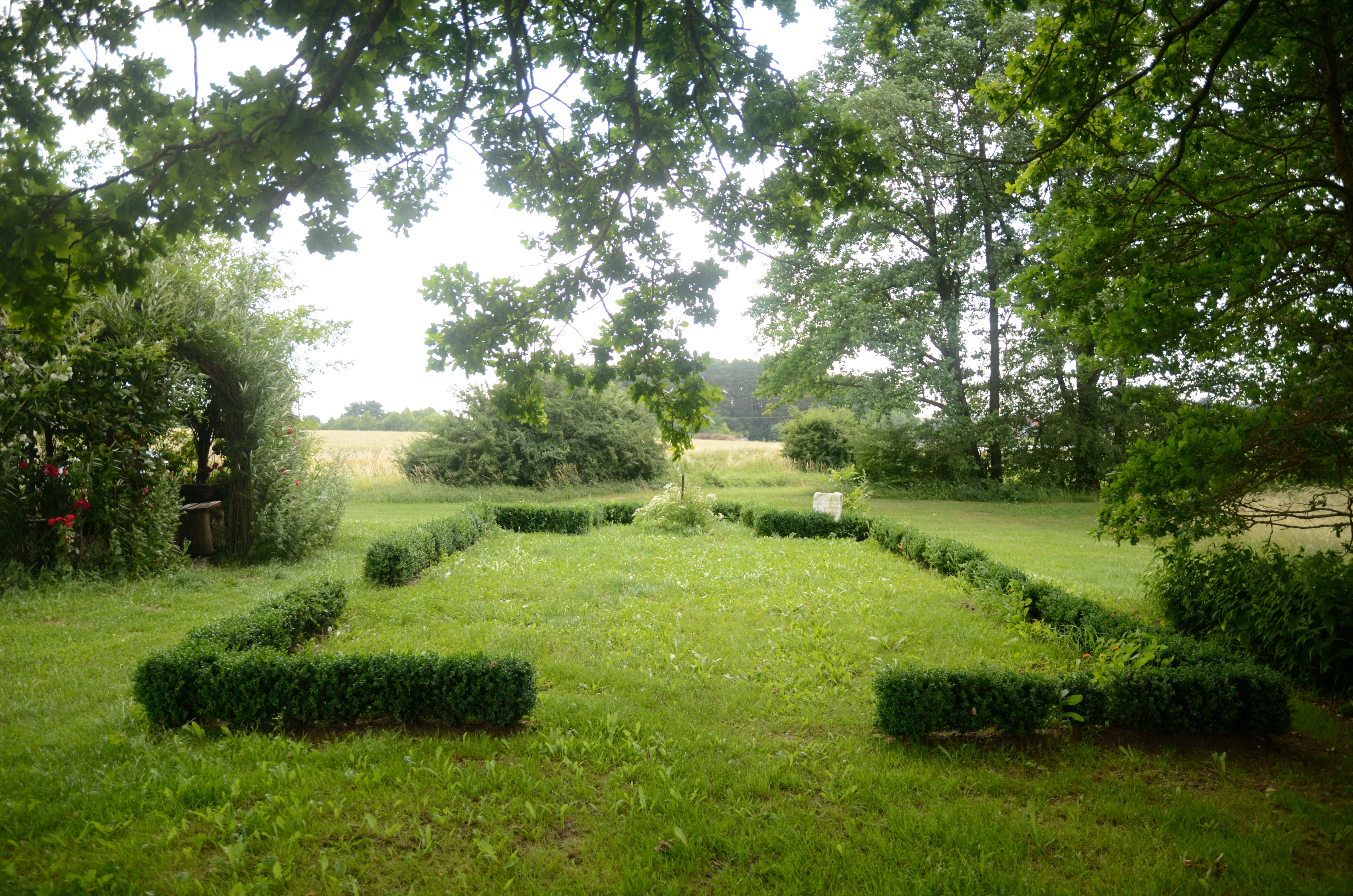
Grundriss der Marienkapelle
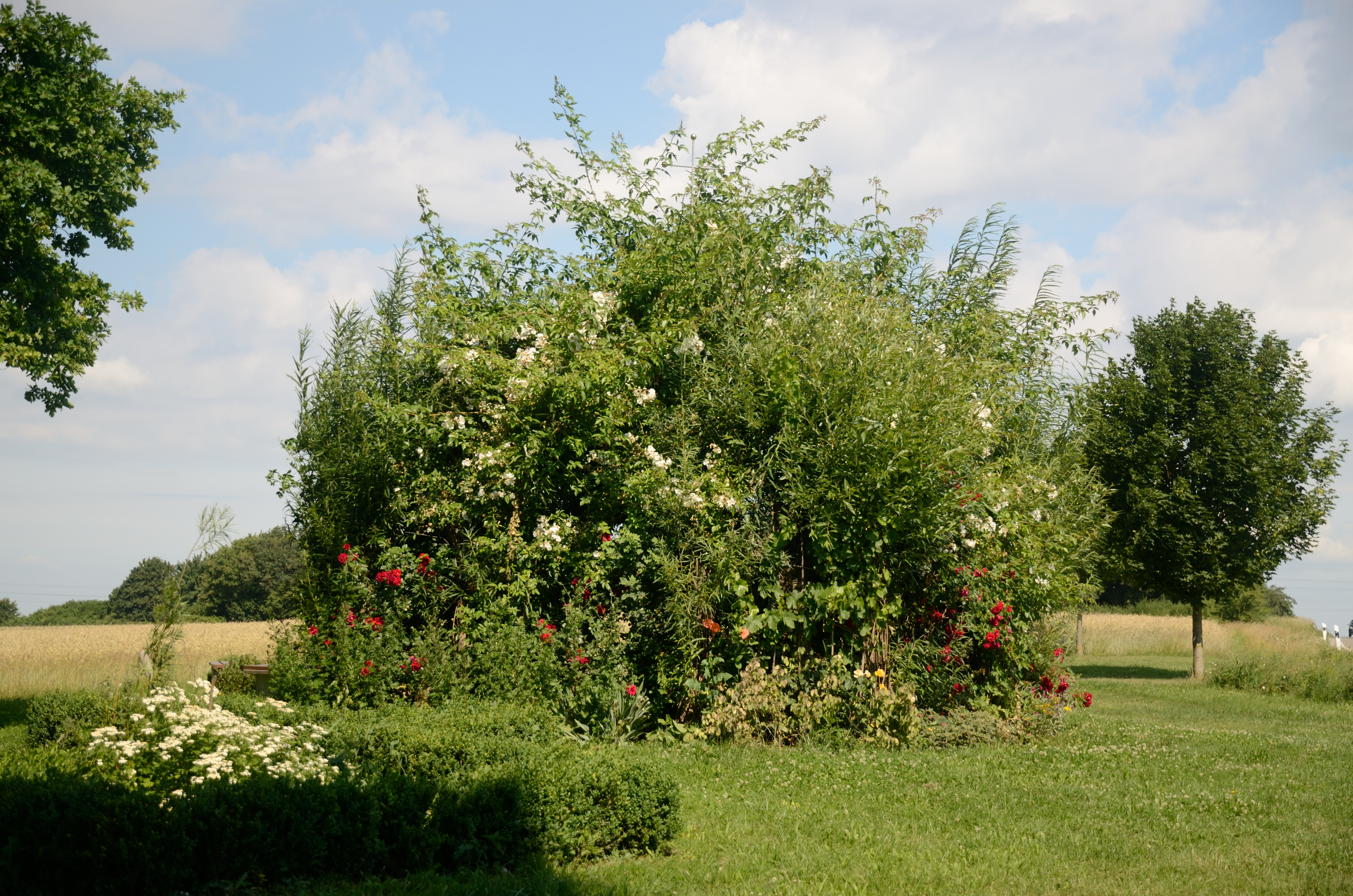
Weidenkapelle von außen
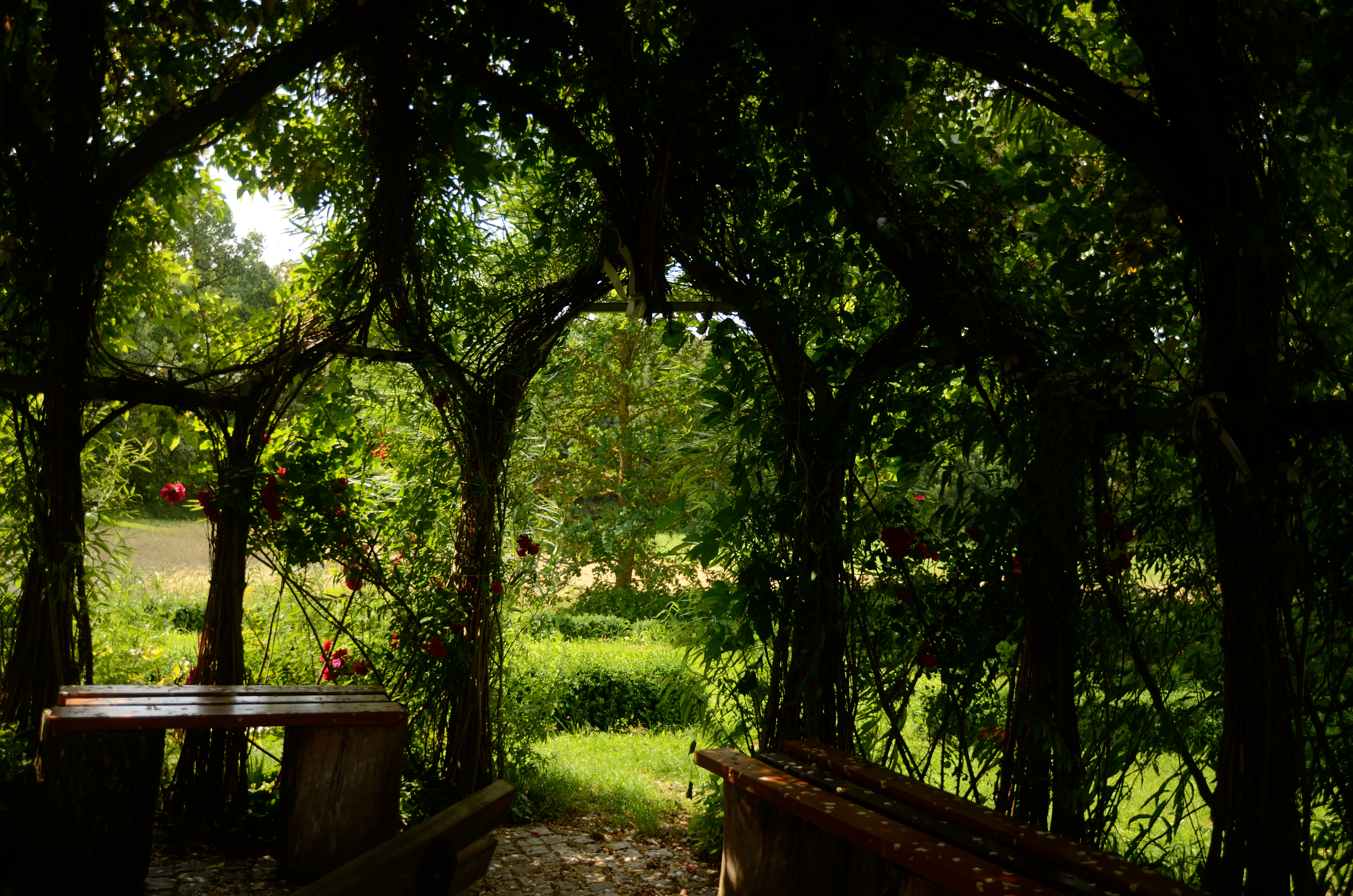
Weidenkapelle von innen
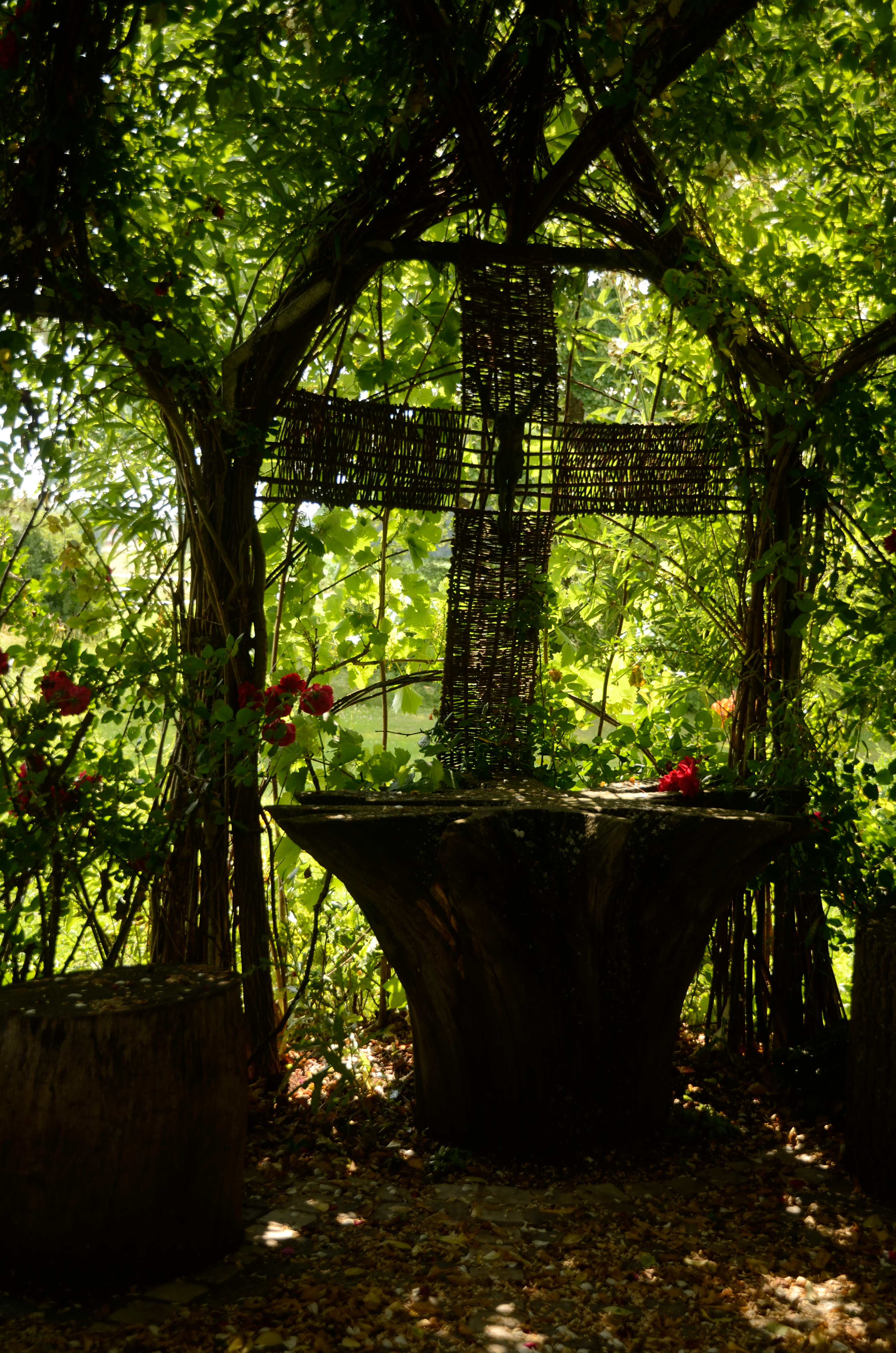
Altar